# Keita Sugimoto
Keita Sugimoto (jap. 杉本 恵太 Sugimoto Keita; ur. 13 czerwca 1982) – japoński piłkarz występujący na pozycji napastnika.

## Kariera klubowa
Od 2005 do 2012 roku występował w klubach Nagoya Grampus Eight i Tokushima Vortis.